# Малый Монок
Малый Монок (хак. Кічiг Нонып) — аал в Бейском районе Хакасии, находится в 62 км к юго-востоку от райцентра — села Бея.
Расположен на реке Монок, правом притоке реки Абакан, в таёжной местности. Ближайшая ж.-д. станция Аскиз — 62 км.
Население — 220 человек (01.01.2004), все хакасы.
Малый Монок - улус в верхнем течении одноименной речки. Рядом с ним возникла дер. Ново-Покровка ( в просторечьи - Покровка) , которая была основана после 1871 года несколькими казаками-переселенцами Монукского казачьего форпоста, лишенными этого служебного статуса после реформы Енисейского казачьего конного полка от 19 мая 1871 года. Несколько семей отставных казаков, в частности-братьев Байкаловых, переехали сюда на новое место жительства из-за конфликта по земле с местным атаманом. Основными занятиями местного населения были скотоводство, земледелие, охота. Позднее на р. Малый Монок стали обустраиваться и другие русские переселенцы,  так и образовалась дер. Ново-Покровка.  Первоначально все население  деревни  Ново-Покровки было русским, но постепенно стали образовываться смешанные семьи. В предвоенные годы здесь был образован колхоз "Сибстрелок". В годы Великой Отечественной войны многие мужчины этого сельского поселения ушли на фронт и погибли в боях за Родину. В 1954 году улус Малый Монок и дер. Ново-Покровка были объединены в один населённый пункт - Малый Монок стал подразделением совхоза «Бондаревский» фермой №5. Работают начальная школа, библиотека, медпункт.

## Население
| 2002 | 2010 |
| ---- | ---- |
| 246  | ↘179 |